# Acsa (Ungheria)
Acsa è un comune dell'Ungheria di 1.571 abitanti (dati 2001) situato nella contea di Pest, nell'Ungheria settentrionale.